# Профет-Рівер 4
Профет-Рівер 4 (англ. Prophet River 4) — індіанська резервація в Канаді, у провінції Британська Колумбія, у межах регіонального округу Нортерн-Рокіс.

## Населення
За даними перепису 2016 року, індіанська резервація нараховувала 106 осіб, показавши скорочення на 17,8%, порівняно з 2011-м роком. Середня густина населення становила 19,1 осіб/км².
З офіційних мов обидвома одночасно не володів жоден з жителів, тільки англійською — 105. Усього 40 осіб вважали рідною мовою не одну з офіційних, з них усі — одну з корінних мов.
Працездатне населення становило 61,1% усього населення, рівень безробіття — 36,4%.

## Клімат
Середня річна температура становить 0,1°C, середня максимальна – 20,1°C, а середня мінімальна – -25,2°C. Середня річна кількість опадів – 506 мм.
| Клімат поселення                              | Клімат поселення | Клімат поселення | Клімат поселення | Клімат поселення | Клімат поселення | Клімат поселення | Клімат поселення | Клімат поселення | Клімат поселення | Клімат поселення | Клімат поселення | Клімат поселення | Клімат поселення |
| Показник                                      | Січ.             | Лют.             | Бер.             | Квіт.            | Трав.            | Черв.            | Лип.             | Серп.            | Вер.             | Жовт.            | Лист.            | Груд.            |                  |
| Середній максимум, °C                         | −12,08           | −6,39            | −0,16            | 8,78             | 15,30            | 19,91            | 20,05            | 18,59            | 13,53            | 6,52             | −4,95            | −11,41           |                  |
| Середня температура, °C                       | −18,64           | −12,94           | −6,72            | 2,23             | 8,75             | 13,36            | 15,50            | 14,08            | 9,00             | 2,01             | −9,48            | −15,94           |                  |
| Середній мінімум, °C                          | −25,2            | −19,5            | −13,28           | −4,34            | 2,19             | 6,79             | 11,00            | 9,54             | 4,48             | −2,53            | −14              | −20,47           |                  |
| Норма опадів, мм                              | 21               | 18               | 21               | 20               | 55               | 86               | 104              | 69               | 41               | 30               | 24               | 17               |                  |
| Середньомісячна швидкість вітру, м/с          | 1.70             | 1.82             | 2.24             | 2.40             | 2.60             | 2.40             | 2.20             | 2.10             | 2.20             | 2.18             | 1.81             | 1.69             |                  |
| Середньомісячна сонячна радіація, кДж/м²·день | 1771             | 4720             | 9906             | 15718            | 19213            | 21060            | 19936            | 16110            | 10245            | 5131             | 2166             | 1217             |                  |
| --------------------------------------------- | ---------------- | ---------------- | ---------------- | ---------------- | ---------------- | ---------------- | ---------------- | ---------------- | ---------------- | ---------------- | ---------------- | ---------------- | ---------------- |
| Джерело:                                      |                  |                  |                  |                  |                  |                  |                  |                  |                  |                  |                  |                  |                  |